# Joom

Joom(한국어: 줌)은 라트비아 리가에 본사를 두는 다국적 B2C(비즈니스 대 소비자) 전자 상거래 마켓플레이스를 한다. 모바일 쇼핑앱 중심으로 개발되므로 2016년부터 iOS 및 안드로이드 앱을 출시한 뒤에 약 80% 거래는 모바일 앱으로 이루어진다.
Joom은 2016년 6월 리가에서 설립된 국제 전자상거래 기업 집단이다. 또한 Joom은 중국, 홍콩, 브라질, 미국 및 독일에도 지사가 있다. 2022년 말에 Joom은 본사를 리가에서 포르투갈 리스본으로 이전했다.  Joom 집단은 현재 3개의 기업으로 구성되어 있다.

## 역사
2016년, 라트비아 리가에서 Ilya Shirokov 외 총 3명으로 유럽 마켓플레이스로 설립되었다.
Joom 앱 다운로드 수는 약 3억8천만 건으로 기록되며, 유럽 쇼핑 앱 중에서 상위 목록에 포함되며, 월간 활성 고객 수는 2천5백만 명, 활성구매자는 2천만 명으로 계산된다.

## 한국에서의 주요 활동
2019년, 러시아와 유럽 한류 확산에 따라 한국 판매자를 위한 입점 캠페인을 시작했다. 현재 러시아에서 한국 제품을 가장 많이 판매하는 플랫폼으로 측정되며, 판매 제품 카테고리는 K-뷰티가 40%, K-pop - 35%, 패션과 전자제품이 각각 10%, 기타 5%로 분배되어 있다.
결제 서비스인 페이오니아와 파트너십을 맺으며, 판매 대금의 송금 방법이 구축되었다. 2021년 4월에 페이오니아와 함께 웨비나를 개최하여 한국에서 시행된 자체 물류 (Joom Logistics) 서비스를 소개한 바 있다.

### JoomPro
2021년에 Joom은 중국에서의 B2B 상품 수입을 위한 턴키 솔루션인 JoomPro를 출시했다. JoomPro는 현재 브라질 시장에만 진출되어 있으며, 다음으로 진입하고자 하는 시장은 멕시코이다. JoomPro는 공급업체 선택, 품질 관리, 문서화, 물류 등 전체 주문 처리, 즉 주문이 고객에게 배송될 때까지의 모든 과정을 처리하여 모든 사람이 글로벌 도매 거래를 쉽고 효율적으로 할 수 있도록 하는 것을 목표로 한다.

### Onfy
Onfy는 독일 고객이 이용할 수 있는 의약품 마켓플레이스이다. 2021년에 Joom Pharm Solutions GmbH로 등록되었으며 2022년에는 Onfy로 출시되었다. Onfy 본사는 베를린에 있다.